# Israel von Axum

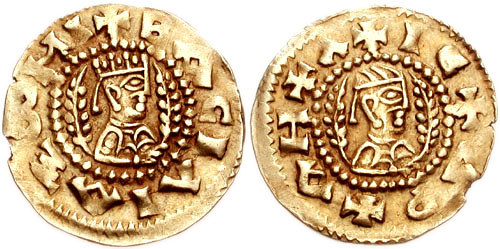
Goldmünze des Israel

Israel von Axum war ein christlicher König des Aksumitisches Reiches in Afrika, der Ende des sechsten Jahrhunderts regierte. Der Herrscher ist fast nur von seinen Münzen bekannt.
Das Kebra Negest, ein äthiopisches Geschichtswerk berichtet, dass Kaleb zwei Söhne hatte, von denen einer Israel hieß. Es ist umstritten, ob diese beiden Männer identisch sind, immerhin könnte angenommen werden, dass man in späteren Jahrhunderten noch Kunde von einem Nachfolger Kalebs mit dem Namen Israel hatte und diesen als seinen Sohn ansah, ohne dass er es wirklich war.